# Rufus C. Holman

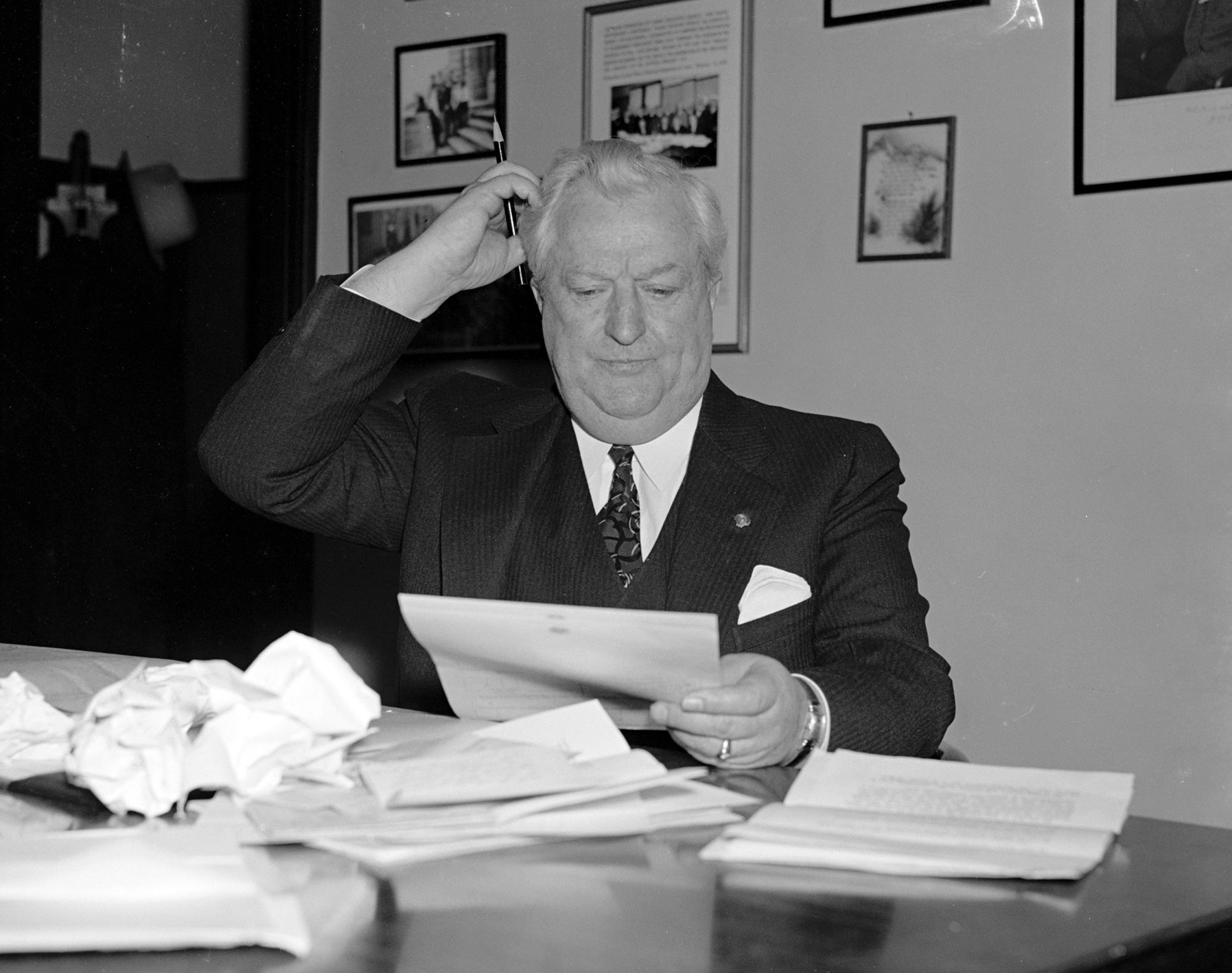
Rufus C. Holman in seinem Senatsbüro (1940)

Rufus Cecil Holman (* 14. Oktober 1877 in Portland, Oregon; † 27. November 1959 ebenda) war ein US-amerikanischer Politiker (Republikanische Partei), der den Bundesstaat Oregon im US-Senat vertrat.
Rufus Holman besuchte die öffentlichen Schulen seiner Heimatstadt und schlug danach ab 1896 zunächst eine berufliche Laufbahn als Lehrer ein. Ab 1898 war er in zahlreichen anderen Bereichen tätig, unter anderem als Farmer und als Steuermann eines Dampfschiffes. Schließlich stieg er 1910 als Geschäftsmann in Portland in die Kartonherstellung sowie in die Kaltlagerungsbranche ein.
Im Jahr 1914 verlief Holmans erste Kandidatur für ein öffentliches Amt erfolgreich, als er in die Bezirksregierung (Board of Commissioners) des Multnomah County gewählt wurde. Dort verblieb er nach einer Wiederwahl bis 1922. 1931 wurde er von Gouverneur Julius Meier als Finanzminister (State Treasurer) in die Staatsregierung von Oregon berufen. Er trat dabei die Nachfolge des verstorbenen Thomas B. Kay an. Diesen Posten hatte er vom 1. Mai 1931 bis zum 27. Dezember 1938 inne; zweimal wurde er dabei von den Wählern bestätigt.
Der als konservativ geltende Holman machte sich für den Umweltschutz stark, lange bevor dieser ein öffentlich beachtetes Thema wurde. 1937 führte er die Verschmutzung des Willamette River vor, indem er einen Käfig mit Lachsen kurz in das Wasser des Flusses hielt, diesen dann wieder herauszog und den schockierten Zuschauern die daraufhin sterbenden Fische zeigte.
Im Jahr 1938 wurde Holman in den US-Senat gewählt, dem er vom 3. Januar 1939 bis zum 3. Januar 1945 angehörte. In Washington, D.C. zählte er zu den Kritikern der Außenpolitik von Präsident Franklin D. Roosevelt. Zwar unterstützte er die Anstrengungen im Zweiten Weltkrieg, hatte aber trotzdem eine isolationistische Grundeinstellung. Er war ein Gegner der Gewerkschaften und befürwortete die Internierung japanischstämmiger Amerikaner während des Krieges. Bei der Primary der Republikaner im Jahr 1944 unterlag er seinem progressiven Konkurrenten Wayne Morse, der später auch die Wahl für sich entschied und Holman daraufhin im Januar 1945 im Kongress ablöste.
Nach seiner Zeit im Senat bemühte Rufus Holman sich nie wieder um ein öffentliches Amt. Er kümmerte sich wieder um sein Unternehmen, die Portland Paper Box Company, und lebte auf seiner Farm in der Nähe von Molalla. Holman starb im November 1959 in Portland und wurde dort auf dem River View Cemetery beigesetzt.